# Обернхольц
Обернхольц (нем. Obernholz) — община в Германии, в земле Нижняя Саксония.
Входит в состав района Гифхорн. Подчиняется управлению Ханкенсбюттель. Население составляет 903 человека (на 31 декабря 2010 года). Занимает площадь 37,82 км².
Коммуна подразделяется на 6 сельских округов.
| Год  | Население |
| ---- | --------- |
| 1990 | 899       |
| 1995 | 955       |
| 2000 | 967       |
| 2005 | 950       |
| 2010 | 908       |